# Styrnäs distrikt
Styrnäs distrikt är ett distrikt i Kramfors kommun och Västernorrlands län. Distriktet ligger omkring Styrnäs i södra Ångermanland. 

## Tidigare administrativ tillhörighet
Distriktet inrättades 2016 och utgörs av Styrnäs socken i Kramfors kommun.
Området motsvarar den omfattning Styrnäs församling hade 1999/2000.

## Tätorter och småorter
I Styrnäs distrikt finns en småort men inga tätorter. 

### Småorter
- Lo och Fröksmon